# N16 (België)
De N16 is een gewestweg in België die loopt van Mechelen langs Willebroek naar Sint-Niklaas. De lengte van de weg bedraagt ruim 30 kilometer.
Min of meer parallel aan de N16 loopt de spoorlijn 54 Mechelen - Sint-Niklaas.

## Traject en geschiedenis
In Willebroek wordt de N16 voor een kilometer onderbroken en volgt er de A12 (naast het Fort van Breendonk).

### Mechelen - A12
In Mechelen begint de N16 op het kruispunt met R12, de kleine ring van Mechelen, en de Antwerpsesteenweg (op de Van Kesbeeckbrug). De weg loopt met 2x2 rijstroken naar het knooppunt van Battel. In februari 2022 werd het beheer van dit stuk N16 overgedragen van het gewest aan de stad Mechelen en werd deze weg omgedoopt tot de Keerdoklaan. In 2025 werd het deel tussen R12 en de Elektriciteitsstraat vernieuwd als "stadsboulevard", met fietspad en bomen in plaats van snelweginfrastructuur (vangrails, pechstrook, hoge lantaarnpalen). Een ander kruispunt geeft toegang tot het winkelpark Malinas.
Het knooppunt van Battel of het Battelcomplex, aangelegd begin jaren 1970, geeft verbinding met de R6, de grote ring rond Mechelen, en met de A1/E19 (afrit Mechelen-Noord). Er zijn plannen onder de noemer "Ontknoping van Mechelen", om dit complex volledig nieuw in te richten.
Dan loopt de weg met een brug over het Kanaal Leuven-Dijle. Hierna loopt de N16 als 2x1-weg over het oorspronkelijk traject, tot aan de rotonde van Blaasveld.
Vroeger liep de N16 verder rechtdoor en dan door het centrum van Willebroek, maar omstreeks 1995-1996 werd een zuidelijke omleidingsroute rond Willebroek aangelegd, de Koning Boudewijnlaan. Die weg heeft voor een groot deel twee rijstroken per rijrichting, tegenover één rijstrook die de oude weg heeft. Het deel van de nieuwe weg dat maar één rijstrook heeft, heeft wel de infrastructuur voor twee rijstroken.
De weg die nu door Willebroek-centrum gaat, is de N183. Bij de rotonde van Blaasveld en ter hoogte van afrit 7 van de A12, bij het Fort van Breendonk, sluit de N183 aan op de N16.

### A12 - Sint-Niklaas
Het volledige traject van de A12 tot Sint-Niklaas heeft twee rijstroken per rijrichting.
Vanaf het knooppunt met de A12 (afrit 7) tot aan het kruispunt met de Kleine Amer (nabij Kalfort) zijn er geen gelijkvloerse kruisingen meer. De vroegere twee gevaarlijke kruispunten ‘N16 – Pullaar’ en ‘N16 - Transversale weg’ zijn in de periode 2009-2011 weggewerkt. Nu is er ter hoogte van de Brabantstraat een ovonde met een op- en afrittencomplex gekomen. Ter hoogte van Pullaar en de Meersmansdreef zijn er fietstunnels.
Tot aan de Schelde (langs Puurs en Bornem) zijn er nog zeven kruispunten, waarvan enkele na 2013 zijn weggewerkt.
Na de Temsebrug zijn er twee kruispunten en vervolgens een groot knooppunt met de E17. Vervolgens is de N16 een belangrijke invalsweg naar Sint-Niklaas-centrum en het Waasland Shopping Center.

## Plaatsen langs de N16
- Mechelen
- Battel
- Heffen
- Willebroek
- Kalfort
- Puurs
- Bornem
- Temse
- Sint-Niklaas

## N16a
De N16a is een aftakking van de N16 bij de plaats Battel. De 2,2 kilometer lange weg verbindt de N16 met de R12 in Mechelen via de Battelsesteenweg.

## N16c
De N16c is een 380 meter lange verbindingsweg bij de plaats Willebroek. De weg verbindt de N16 met de N17 en ligt parallel aan de N16.